# مارك هيرمان (لاعب كرة قدم أمريكية)
مارك هيرمان (بالإنجليزية: Mark Herrmann) هو لاعب كرة قدم أمريكية أمريكي، ولد في 8 يناير 1959 في كارمل في الولايات المتحدة.

## وصلات خارجية
- مارك هيرمان على موقع مرجع كرة القدم المحترفة.كوم (الإنجليزية)